# Bakom fiendens linjer
Bakom fiendens linjer är en svensk komedifilm från 2001 i regi av Jonas Åkerlund. Filmen har formen av ett undersökande reportage för brittiskt TV, och handlingen följer ett gäng klantiga svenska nynazister som reportern infiltrerat och filmat. Filmen är av novellfilmslängd och gjordes för TV4 i samband med projektet Artister mot nazister.